# Theatron
Theatron es un complejo de bares gays, discotecas y clubes localizado en el barrio Chapinero. Es el centro neurálgico de la comunidad gay de Bogotá. Theatron es considerado como uno de los establecimientos nocturnos más grandes de Latinoamérica y uno de los mayores del mundo. Puede ser frecuentado por hasta 7000 personas el sábado en la noche.
Construido en lo que era un antiguo teatro, el complejo cuenta con 20 diferentes ambientes y atmósferas, uno de ellos exclusivamente para público femenino. En la sala principal se realiza un conocido show de drags todos los sábados, además de diferentes conciertos y espectáculos.
El complejo cuenta con 20 salas que son: Theatron, Teatrino, Templo, El Muro, Eva, Musiclab, Plaza Rosa, Metro, Beerlin Bar, Época, La Cantina, Palma, Barú, Lotus, La Capilla, Subthe 58, "Caixa", ·Los J*tos", "Glow Garden" y la más recientemente inaugurada, SkyTop. Cada una tiene una atmósfera y estilo musical diferente.[cita requerida]